# Помаранчева революція
Помара́нчева револю́ція або Помаранчевий майда́н — кампанія протестів, мітингів, пікетів, страйків та інших актів громадянської непокори в Україні, організована і проведена прихильниками Віктора Ющенка, основного кандидата від опозиції на президентських виборах у листопаді — грудні 2004 року, після оголошення Центральною виборчою комісією попередніх результатів, згідно з якими нібито переміг його суперник — Віктор Янукович. Акція почалася 22 листопада 2004 як реакція на масові фальсифікації, що вплинули на результат виборів.
Основною базою об'єднаної опозиції стали західні і центральні області країни, у той час як Віктора Януковича підтримав Схід і Південь України. Громадська думка західних країн була переважно на боці української опозиції.

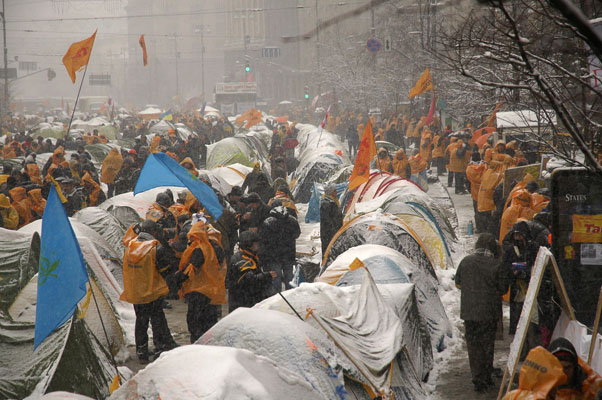
Для захисту своїх демократичних прав до Києва приїхало сотні тисяч людей зі всієї України

Основним результатом революції було призначення Верховним судом повторного другого туру президентських виборів (не передбаченого прямо законодавством). Внаслідок компромісу, досягнутого фракціями Верховної Ради, після призначення повторного другого туру виборів були прийняті зміни до Конституції, які отримали назву Конституційна реформа 2004. Конституційна реформа зменшила повноваження президента, і, таким чином, знизила рівень значущості спірних президентських виборів.
За результатами голосування у повторному другому турі виборів перемогу здобув Віктор Ющенко.
Зміна правлячої еліти України, що відбулася в результаті «Помаранчевої революції», і пов'язана з цим переорієнтація внутрішнього й зовнішньополітичного курсу країни дали привід багатьом спостерігачам говорити про чергу «кольорових революцій», що почалася зі зміни влади в Сербії та продовжилася в Грузії, Україні та Киргизстані, намагатися знайти аналогії між ними та визначити ті держави, у яких можливе повторення «кольорових» революцій. Зі свого боку, влади країн, які називалися як потенційні об'єкти застосування «революційного досвіду», почали певні контрзаходи для недопущення цього.

## Хід подій

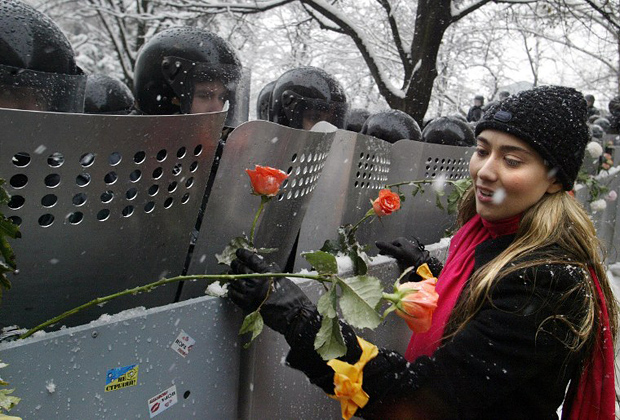
Дівчина прикрашає щити співробітників міліції квітами під час Помаранчевої революції у Києві.

### 21 листопада
Другий тур голосування, у ході якого виборці повинні були зробити свій вибір між чинним прем'єр-міністром Віктором Януковичем і кандидатом від опозиції Віктором Ющенком. Зранку під керівництвом «польових командирів Майдану» Тараса Стецьківа, Миколи Томенка, Юрія Луценка та Володимира Філенка розпочалось монтування сцени на Майдані Незалежності.

### 22 листопада
О другій годині ночі Центральна виборча комісія України повідомляє, що після підрахунку 33 % виборчих бюлетенів лідирує прем'єр-міністр Янукович з 50 % голосів, а Ющенко отримав 46 %. Ці дані різко відрізняються від даних екзит-полів декількох груп соціологів, які відразу після закінчення голосування оголосили про перемогу Ющенка. Той їде в ЦВК на зустріч з його головою Сергієм Ківаловим. Після бесіди за зачиненими дверима Ющенко заявляє: «Ми не довіряємо підрахункам Центральної виборчої комісії. Ми закликаємо наших прихильників прийти на майдан Незалежності і захистити свою перемогу».
У ніч на понеділок в Київ вводиться бронетехніка. Бронетранспортери з'являються біля будівлі ЦВК. Під посилену охорону взято комплекс будівель адміністрації президента. Порядок в столиці охороняють кілька десятків тисяч військовослужбовців внутрішніх військ, а також загони спеціального призначення.
Прихильники Ющенка та іноземні спостерігачі з Європи й США заявили, що вибори проведені із численними порушеннями та такі розбіжності є результатом підтасування на користь провладного кандидата. Прихильники опозиції підготувалися до акцій протесту заздалегідь. Уже за добу до оголошення попередніх результатів на київській площі Незалежності почали встановлюватися намети й трибуни для проведення виступів опозиції. За кілька годин до оголошення Центральною виборчою комісією попередніх даних почали звучати заяви про фальсифікацію виборів на користь Віктора Януковича. Президент Росії Володимир Путін першим вітає Віктора Януковича з перемогою.

### 23 листопада

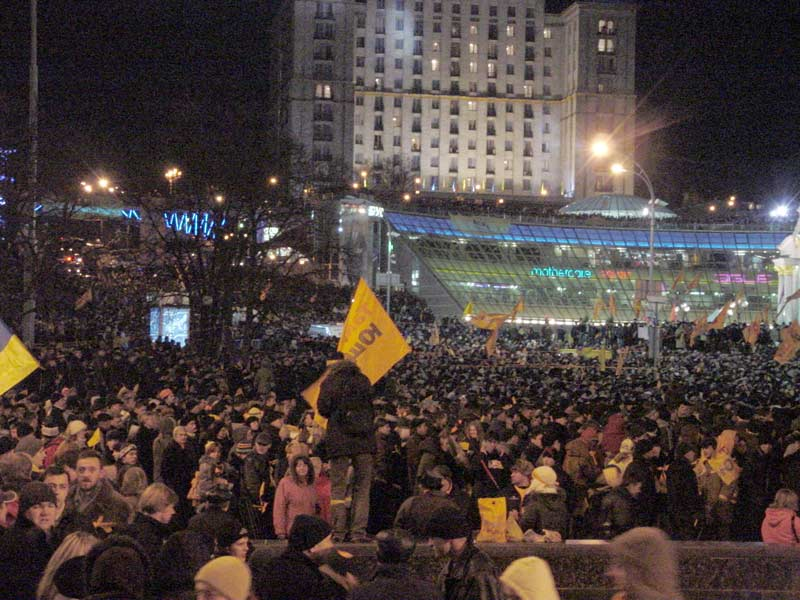
Акція непокори проти фальсифікації виборів Президента України, 22 листопада 2004, Майдан Незалежності, Київ

В містах на заході України, у Києві й ряді інших міст і обласних центрів почалися мітинги в підтримку кандидата від опозиції. Основною ареною народного невдоволення став Майдан Незалежності, де зібралося, за різними оцінками, від 100 до 500 тисяч протестувальників з усієї країни. Мітинги й пікети проходили також перед будинками Адміністрації Президента, Верховної Ради — українського парламенту, уряду й ін. Відмітним знаком демонстрантів став помаранчевий колір — колір передвиборчої кампанії Ющенка (прихильники Януковича використали білий та блакитний кольори). Міські влада Києва, Львова та декількох інших міст відмовилися визнати законність офіційних результатів, а сам Ющенко, відмовляючись визнавати офіційні результати виборів, склав із трибуни Верховної Ради символічну присягу перед народом України як новообраний президент.

### 24 листопада
Переговори між владою та опозицією зайшли у глухий кут, оскільки позиція Ющенка не передбачала іншого результату переговорів, крім проголошення його президентом. Ющенко почав переговори з чинним президентом Леонідом Кучмою, бажаючи мирним шляхом домогтися визнання своєї перемоги, але, після оголошення остаточних результатів, згідно з якими переможцем був визнаний Янукович, Ющенко виступив перед своїми прихильниками в Києві, закликавши їх почати «Помаранчеву революцію» і за допомогою страйків паралізувати діяльність уряду, змусивши владу не визнавати результати виборів:
|  | Шлях до компромісу через демонстрацію народної волі — це єдиний шлях, що допоможе нам знайти вихід із цього конфлікту. Таким чином, Комітет національного порятунку повідомляє про загальнонаціональний політичний страйк |

### 25 листопада
Верховний Суд України забороняє друкувати офіційні результати виборів. Януковича вітають Китай, Вірменія і Казахстан. Утворено т. зв. Комітет Національного порятунку, куди ввійшли провідні політики опозиції. «Помаранчеві» демонстранти займають Український Дім, Київську мерію та Будинок профспілок.

### 26 листопада
На привокзальній площі у Києві пройшов мітинг прихильників Віктора Януковича, де зібралося бл. 60 000 осіб. Харківська та Луганська обласні ради оголошують про свої наміри щодо створення автономії. У столиці відбувся перший раунд переговорів влади та опозиції за участю міжнародних посередників.

### 27 листопада
Не зумівши домовитися з Януковичем, Ющенко заявляє, що він погодиться на продовження переговорів лише в тому випадку, якщо темою переговорів буде проведення нового голосування.
Ющенко приходить на мітинг на майдані Незалежності з дружиною і своїми маленькими дітьми. Він просить присутніх заради майбутнього їхніх дітей не розходитися і не починати силовий сценарій захоплення влади. Ющенко переконує мітингувальників: «Нехай наша акція залишається мирною. Тільки справжня сила може собі дозволити коректно, інтелігентно, гідно себе вести. Немає проблем з тим, щоб взяти приступом адміністрацію президента і Кабінет міністрів. Але ми повинні домогтися, щоб вони самі принесли нам ключі від цих будівель. І ми не підемо, поки вони це не зроблять».
У Києві проходить екстрене позачергове засідання Верховної Ради України, в якому беруть участь всі депутати. Вони приймають постанову «Про політичну кризу в державі, яка виникла в зв'язку з виборами президента України», якою визнають недійсними результати другого туру голосування, а також оголошують недовіру Центральній виборчій комісії у зв'язку з неналежним виконанням обов'язків, передбачених Конституцією та законами України.
Верховна Рада пропонує президенту до 1 грудня внести на розгляд парламенту подання про дострокове припинення повноважень членів ЦВК і внести кандидатури нових членів ЦВК, попередньо узгоджені з парламентськими фракціями і групами.
Голова Харківської обласної ради Євген Кушнарьов заявив про початок організації автономії.

### 28 листопада
У Сєвєродонецьку відбувся з'їзд депутатів усіх рівнів, який обговорював питання проведення референдуму щодо федералізації України. Мер Москви Лужков назвав акції опозиції «апельсиновим підкормленим шабашем». Популярним став момент, коли Лужков погодився навіть «…зняти свою улюблену кепку, аби лиш бути подібним до Віктора Януковича».

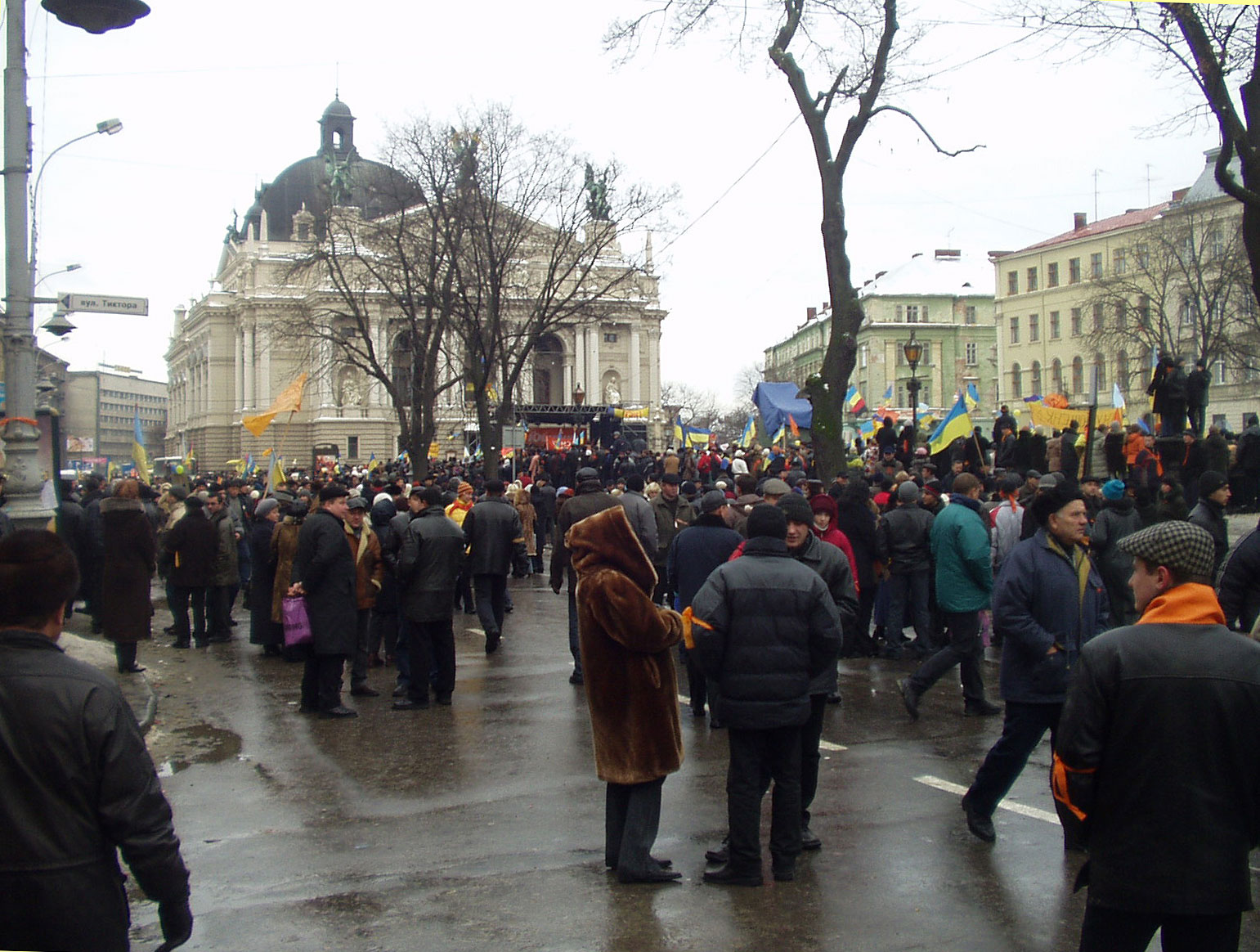
Демонстрації у Львові під час революції

### 29 листопада
Ющенко наполягає на визнанні його президентом на підставі результатів першого туру.
Сергій Тігіпко йде з посади начальника виборчого штабу провладного кандидата і голови Національного банку. Розрив з командою прем'єра він пояснює тим, що вважає неприйнятними сепаратистські настрої в регіонах, які підтримали Януковича. Несподіване рішення Тігіпка, на думку спостерігачів, насправді продиктовано його бажанням дистанціюватися від майбутньої фінансової кризи в Україні. За час передвиборчої кампанії (протягом якої Тігіпко керував виборчим штабом Януковича, офіційно перебуваючи у відпустці) уряд розхитав фінансову систему країни, виплативши добавки до пенсій і соціальних виплат, що призвело до сплеску інфляції. Для стабілізації ситуації уряд витратив третину валютних резервів Нацбанку і вдався до зовнішніх позик.
Тим часом Захід висловлює тривогу щодо можливого розколу України. «Єдність України — життєво важлива», — заявляє верховний представник ЄС із зовнішньої політики і безпеки Хав'єр Солана. З аналогічною заявою виступив генеральний секретар НАТО Яап де Хооп Схеффер, підкресливши, що територіального розколу України в жодному разі не можна допустити.
Президент Польщі Олександр Кваснєвський вказує на існування «реального ризику» розпаду України на Схід і Захід.
Європейські лідери підтримують ідею проведення повторного голосування як можливий крок до виходу з політичної кризи.

### 30 листопада
Дружина Віктора Януковича виступає з промовою про «наколоті апельсини» і «американські валянки». Ці фрази стали одними з найпопулярніших і найзгадуваніших у ЗМІ.

### 3 грудня
Верховний Суд України після багатоденного обговорення визнав численні факти порушення законів і Конституції України в ході виборів, у результаті чого вимоги Ющенка були частково задоволені — зокрема, результати другого туру голосування були оголошені недійсними і було призначено повторне голосування.

### 8 грудня
Верховна Рада перемінила склад Центральної виборчої комісії й прийняла виправлення до закону про вибори президента з метою перекрити основні канали фальсифікації виборів. Прийняття цих виправлень було результатом компромісу між владою й опозицією. У пакеті з ними була затверджена конституційна реформа, що обмежує владу президента України й передає частину його повноважень кабінету міністрів і парламенту. Після прийняття цих рішень революційна напруга в суспільстві значно зменшилась.
У ході повторного голосування, проведеного 26 грудня 2004 року, переміг Віктор Ющенко. Спроба прихильників Віктора Януковича опротестувати результати повторно проведеного другого туру виборів не принесла результатів, і ще до закінчення судового засідання Віктор Ющенко був офіційно визнаний обраним Президентом України в публікації «Урядового Кур'єра» (що означає офіційне закінчення виборів).
23 січня 2005 року Віктор Ющенко офіційно склав присягу і заступив на посаду Президента України.

## Характеристика революції

### Фінансування
- На думку Віктора Ющенка, «закордонне фінансування Помаранчевої революції є вигадкою», її «фінансувала вся українська нація». Про це він сказав в інтерв'ю Бі-Бі-Сі, відповідаючи на запитання, чи надавали фінансування на революцію іноземні уряди, зокрема США, або великі закордонні організації.[3]

### Політичні персоналії Помаранчевої революції
Віктор Ющенко, Юлія Тимошенко, Євген Червоненко, Петро Порошенко, Олександр Турчинов, Олександр Третьяков, Микола Мартиненко, Давид Жванія, Олександр Зінченко, Микола Томенко, Юрій Луценко, Тарас Стецьків, Володимир Філенко, Олег Рибачук, Олексій Івченко, Роман Зварич, Владислав Каськів, Андрій Шкіль, Ігор Гринів, Юрій Павленко, В'ячеслав Кириленко, Микола Катеринчук, Анатолій Гриценко, Анатолій Матвієнко, Юрій Кармазін, Володимир Яворівський

### Учасники та стратегія
Деякі аналітики вважають, що Помаранчева революція була побудована за схемою, вперше розробленою під час вигнання Слободана Мілошевича в Сербії чотири роки тому, і продовжуючи Революцію троянд у Грузії. Кожна з цих перемог була результатом великих кампаній на низовому рівні та створення коаліцій серед опозиції. Після перемоги владних партій розпочалися публічні демонстрації, щоб не дозволити чинним урядовцям утриматися при владі шляхом фальсифікації виборів.
Кожен з цих суспільних рухів включав велику роботу студентів-активістів. Найвідомішим з них був молодіжний рух Отпор! Голова грузинського парламентського комітету з оборони та безпеки Гіві Таргамадзе, колишній член грузинського Інституту Свободи, а також деякі члени «Кмара», проконсультували українських лідерів опозиції про методи ненасильницької боротьби. Представники «Отпору!» та «Кмари» навчали активістів майбутнього руху «Пора!» (чорного). Також у 2004 році утворилась організація «Пора!» (жовта). Обидві громадянські кампанії брали активну участь у Помаранчевій революції та подіям, що їй передували. Також у цих подіях брав участь громадянський рух «Чиста Україна».
Грузинські рок-групи Zumba, Soft Eject і Green Room, які раніше підтримувала Революцію троянд, організували концерт солідарності в центрі Києва для підтримки Ющенка в листопаді 2004 року.
Активісти в кожному з цих рухів були профінансовані та навчені тактики політичної організації та ненасильницького спротиву з боку коаліції західних соціологів та професійних консультантів, що фінансуються рядом західних урядів та неурядових організацій. За інформацією The Guardian, в їх число входять Державний департамент США та USAID спільно з Національним демократичним інститутом міжнародних відносин, Міжнародним республіканським інститутом, неприбуткова недержавна організація Freedom House та Інститут Джорджа Сороса «Відкрите суспільство». Національний фонд на підтримку демократії, фонд за підтримки федерального уряду США, підтримує неурядову побудову демократії в Україні з 1988 року.

## Гасла
Основними гаслами передвиборчої кампанії кандидата у президенти Віктора Ющенка були:
- «Ющенко, Так!»
- «Мир вам!»
- «Бандитам — тюрми!»
- «Закон один для всіх»

Під час Помаранчевої революції використовувалися гасла:
- «Разом нас багато, нас не подолати!»
- «Міліція з народом!»
- «Схід і захід разом!»
- «Свободу не спинити!»

## Наслідки

### В Україні
Андерс Аслунд в 2005 році оцінив як зраду революції популізм Уряду Юлії Тимошенко. Він заявляв: «новий уряд героя революції Юлії Тимошенко на диво вдається до економічної політики, яка видається соціалістичною та популістською».

### За межами України
Помаранчевий колір став кольором політичного протесту в Росії та інших країнах екс-СРСР.
Під час інавгурації Олександра Лукашенка як Президента Республіки Білорусь від 22 січня 2011 року Лукашенко пообіцяв, що Білорусь ніколи не матиме власну версію Помаранчевої революції та грузинської Революції троянд 2003 року.

## Вплив Помаранчевої революції 2004 року на імідж України

### Погляд НАТО на Україну
Помаранчева революція та її наслідки значно змінили погляд НАТО на Україну та змінили відносини між Україною та НАТО.
Помаранчева революція була викликана фальсифікацією виборів режиму Кучми під час президентських виборів. Після демократично обраного президента Ющенка, надії на членство України в НАТО наблизилися до реальності. 20 квітня (2005 року) Генеральний секретар НАТО Яап де Хооп Схеффер заявив в інтерв'ю Financial Times, що «стандарти членства можуть бути набагато легше виконаними урядом Ющенка, ніж колишнім урядом Кучми». Україну можна пояснити зміною іміджу держави в очах Альянсу. З перших днів свого президентства Ющенко неодноразово заявляв, що єдиним варіантом для розвитку України є повна економічна та політична інтеграція до ЄС і НАТО. Під час своїх візитів до західних держав він звернувся з проханням підтримати українські зусилля. Чітке зовнішньополітичне мотивування, відданість євроатлантичному курсу для розвитку України як незалежної держави та внутрішні реформи для боротьби з корупцією змінили імідж України..
З практичної точки зору, мета української інтеграції в НАТО мала чіткі шанси на успіх завдяки політиці Альянсу відкритих дверей. Як заявив журналістам Генеральний секретар НАТО Яап де Хооп Схеффер у квітні 2005 року, НАТО та його держави-члени готові зробити все можливе, щоб допомогти Україні досягти своїх цілей.

### Внутрішньо політична нестабільність України
Помаранчева революція є частиною популярної хвилі демократизації у Східній Європі. Політична нестабільність в Україні після революції виникла в результаті боротьби за владу між політичними групами, які пропагували ідеї революції і демократичних перетворень. «Помаранчева коаліція», що прийшла до влади після революції, але згодом розпалася, складалася з чотирьох основних політичних угруповань: партія «Наша Україна» (за підтримки Ющенка), Блок Юлії Тимошенко (на чолі з Юлією Тимошенко), Соціалістична партія (на чолі з Олександром Морозом) та Партією промисловців і підприємців України (на чолі з Анатолієм Кінахом). Відразу після президентських виборів Ющенко сформував уряд помаранчевої коаліції, призначивши представників чотирьох політичних груп. Проте всі чотири негайно висловили невдоволення пропорційним значенням своїх міністерських повноважень. Зусилля Президента щодо посередництва і возз'єднання коаліційного уряду були невдалими. Як наслідок, уряд Ющенка був звільнений після семи місяців. Таку політичну нестабільність НАТО не може ігнорувати. Незважаючи на те, що новий український уряд забезпечив стійкий потік реформ, орієнтований на інтеграцію в НАТО, керівництво Альянсу було стурбоване політичною нестабільністю.. Цю тему розглядали такі вчені, як Валерій Смолій, Геннадій Боряк, Віктор Даниленко та інші.

### Революція та інтернет-форумне життя
Вперше словосполучення «Помаранчева революція» в інтернет-просторі ймовірно вжив Олександр Сіромаха 25 жовтня 2004 року на форумі сайту «Майдан» [Архівовано 12 березня 2007 у Wayback Machine.], звідки швидко розповсюдилось по інтернет-простору (докладніше див. «Розшукується автор помаранчевої революції» [Архівовано 1 вересня 2006 у Wayback Machine.]).
Помаранчева революція зачепила багато шарів думки та почуття. З жовтня 2004 року по березень 2005 на різних форумах відбувалося жваве спілкування з цього приводу.

## Відзначення
2005 року Президент України Віктор Ющенко указом 22 листопада (день початку Помаранчевої революції) заснував державне свято «День Свободи». 30 грудня 2011 року Президент України Віктор Янукович указом № 1209/2011 скасував День Свободи, перенісши святкування на 22 січня та об'єднавши таким чином зі святом Дня соборності. Президент Янукович заявив, що він переніс «День Свободи» через «численні звернення від населення». Однак 13 листопада 2014 року Президент України Петро Порошенко запровадив свято під офіційною назвою «День Гідності та Свободи» — на відзначення Помаранчевої революції та Євромайдану.

## Світлини

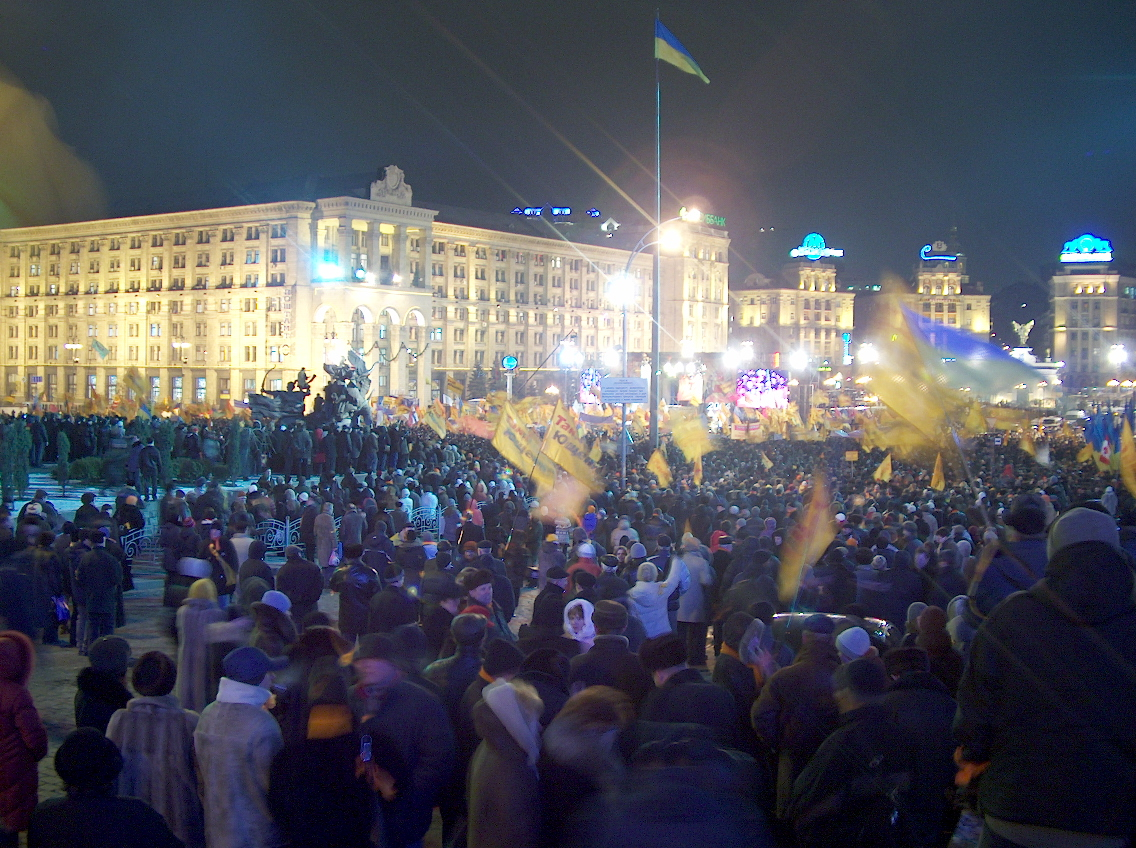
Перший день протестів на Майдані (Київ), вечір 22.11.2004
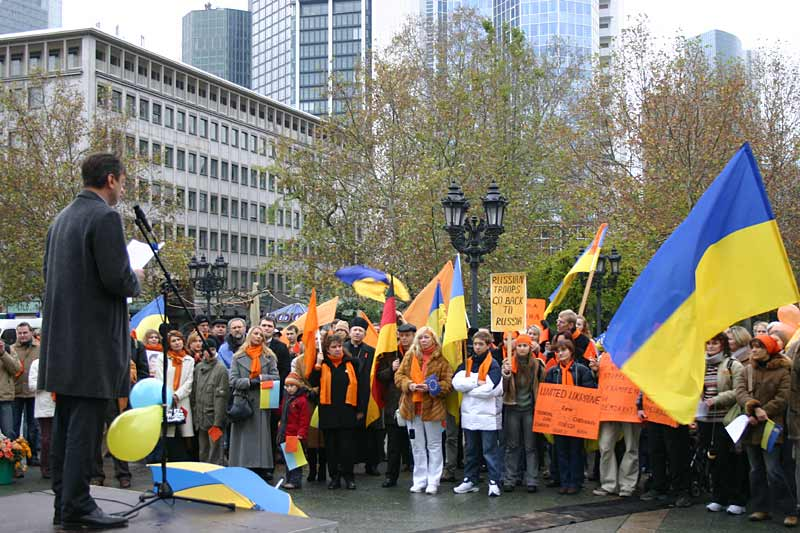
Мітинг українців в підтримку Помаранчевої революції у Франкфурті-на-Майні, 27.11.2004
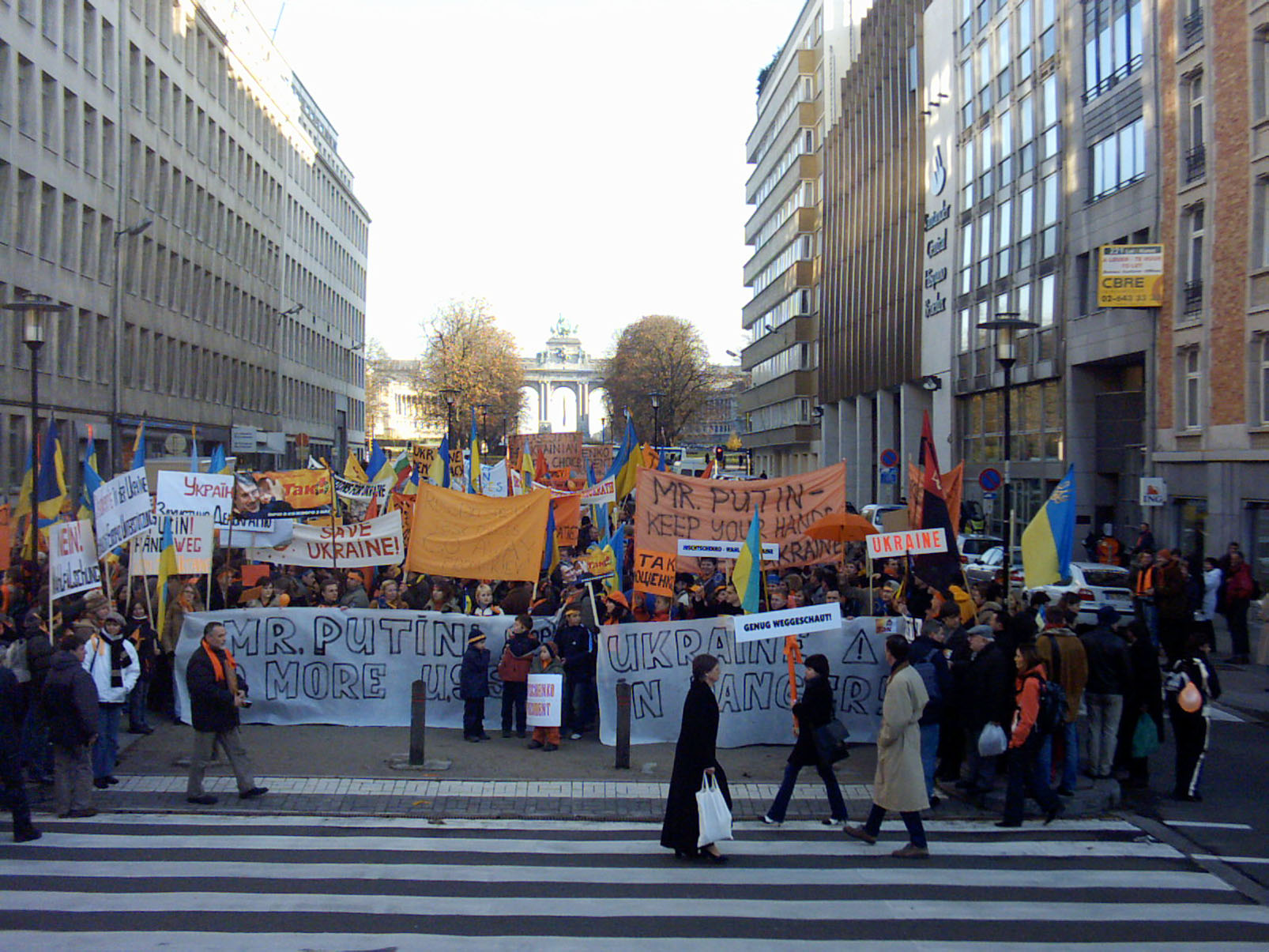
Демонстрація в Брюсселі (Бельгія) в підтримку Помаранчевої революції, 25.11.2004 або 28.11.2004
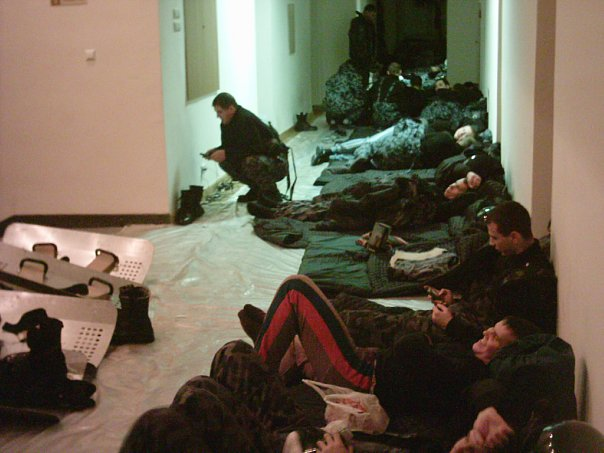
Співробітники луганського та донецького «Беркуту» у блокованій прихильниками Ющенка будівлі Кабміну України
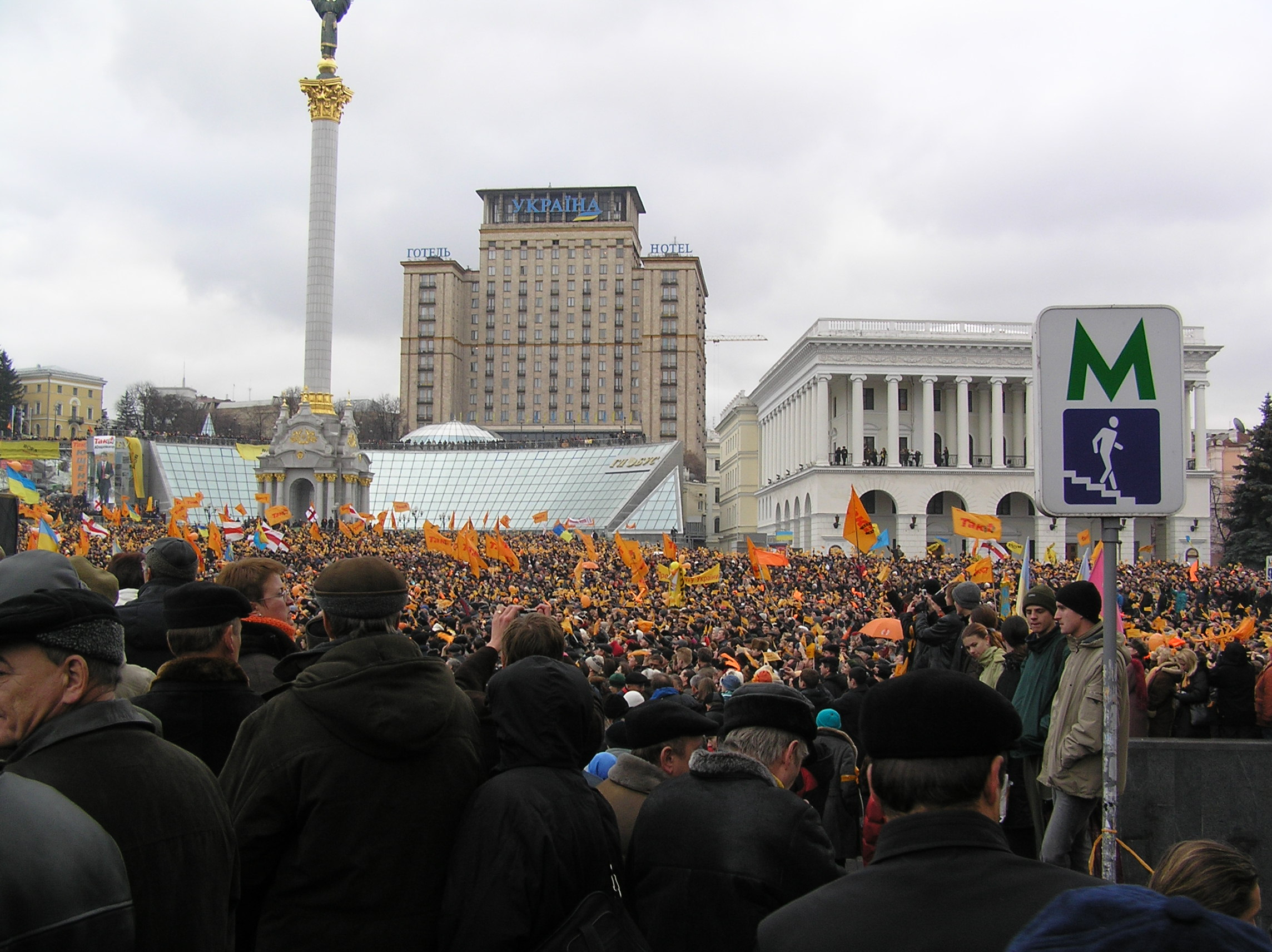
Ранок першого дня Помаранчевої революції
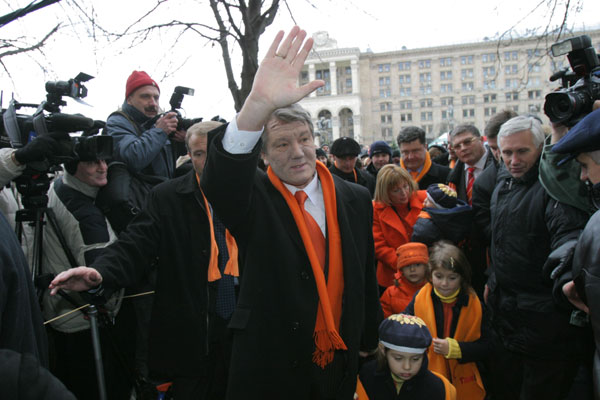
Віктор Ющенко
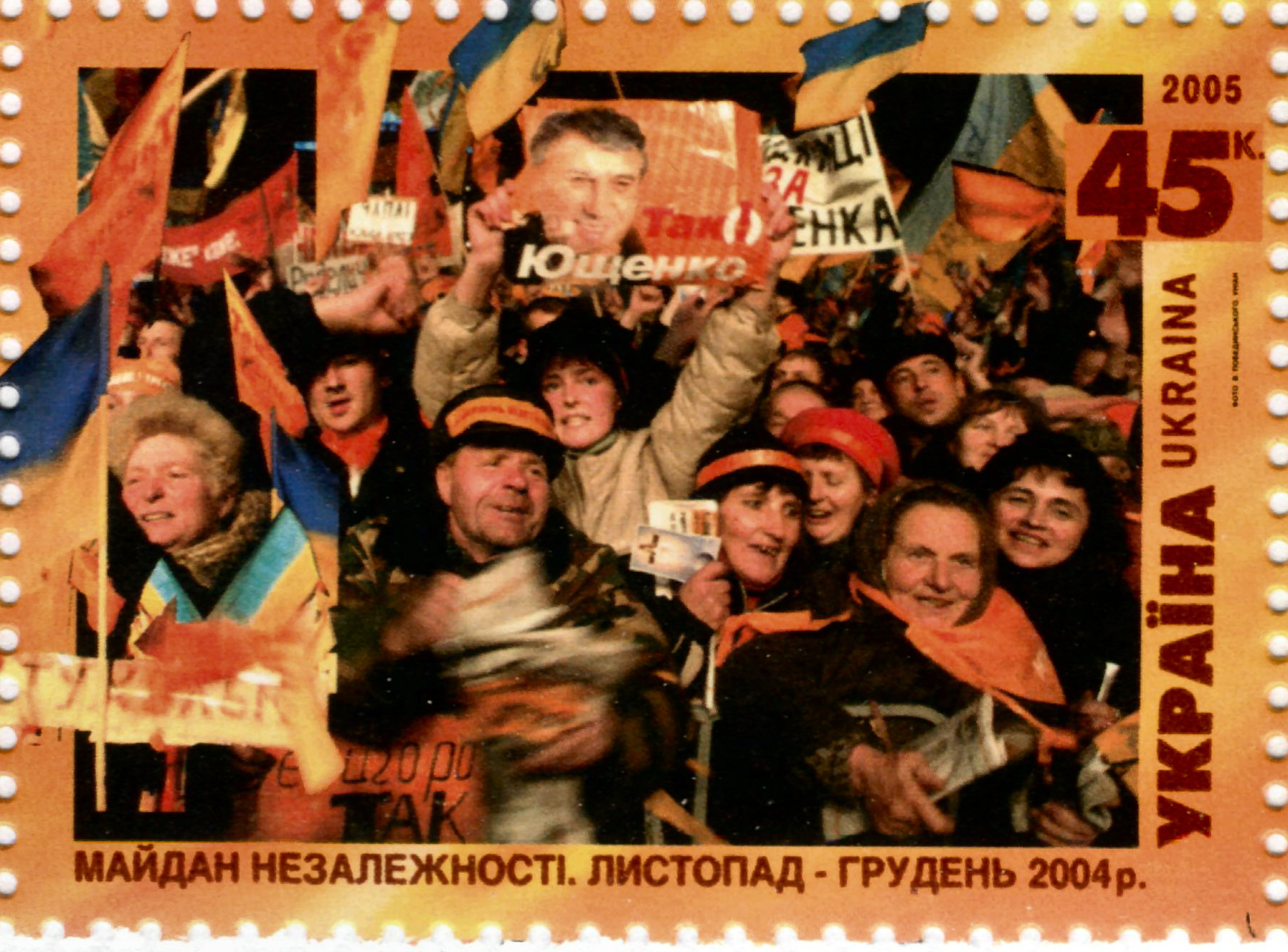
Помаранчева революція на поштовій марці України, 2006

## Помаранчева революція та мистецтво

«Колона свободи» або пам'ятник Помаранчевій революції. Поставлено в листопаді 2005 року в першу річницю події на кошти мешканців Дрогобиччини, зібрані під час революції і не використані в 2004 році

Помаранчева революція та подальші події викликали цілий вибух творчої активності серед українських митців. У 2004—2006 роках з'явилася ціла низка творів у різних видах і жанрах мистецтва, так чи інакше присвячених подіям або персоналіям помаранчевої революції. Значна частина таких творів має сатиричний характер, причому об'єктом сатири стали як лідери біло-блакитного табору, так, пізніше, і самі лідери Помаранчевої революції.
Протягом всіх днів Революції «голосом Майдану» був актор Євген Нищук (заслужений артист України).
Художники, які брали активу участь у подіях, заснували групу Р. Е. П.(Революційний Експериментальний Простір). До її складу входили:
Микита Кадан, Анатолій Бєлов, Ксенія Гнилицька, Жанна Кадирова, Володимир Кузнєцов, Ярослав Коломійчук, Лада Наконечна, Леся Хоменко, Артур Бєлозьоров, Саша Макарська, Віктор Харкевич, Леся Целованська, Володимир Щербак, Аліна Якубенко, Кирило Гриньов.

### Книги
- Кульчицький Станіслав Владиславович «Помаранчева революція», Генеза, Київ, 2005. Книга — спроба відомого історика осмислити події в Україні 2004—2005 рр. у контексті світової історії. Автор переконаний, що Помаранчева революція — справжня, і вона є окремою ланкою в ланцюзі революцій, які відбулися на території Східної Європи. Їх несхожість на відомі історії революцій пояснюється об'єктивними обставинами виходу посткомуністичних країн з мутантної комуністичної цивілізації на загальнолюдський шлях розвитку. [недоступне посилання з червня 2019]
- Ален Гіймоль «Навіть сніг був помаранчевим. Українська революція». У книзі, зокрема, опублікував свої роботи фотохудожник Кирило Горішний.
- Жерар де Вільє «Вбити Ющенка» (детектив)
- Михайло Слабошпицький «Пейзаж для Помаранчевої революції»
- Гліб Вишеславський, Петро Осадчук «Майдан свободи», фотоальбом, Оранта, Київ, 2005.
- Данило Яневський. «Хроніка „помаранчевої“ революції» — детальна хронологія подій з 10 жовтня 2004 по 23 січня 2005.
- Олександр Куманський, Тетяна Логуш (упорядники). «Українці перемагають сміючись» — збірник жартів на тему подій 2004 року.
- Оксана Забужко «Let my people go»
- Євген Кушнарьов «Кінь рудий. Нотатки контрреволюціонера» (в оригіналі — рос. Конь рыжий. Записки контрреволюционера)

### Фільми
На тему Помаранчевої революції, режисери різних країн світу зняли цілий ряд кінострічок та документальних фільмів.
- «Майдан» (рос. Майдан, 2004) — документальний фільм 2004 року режисера Аркадія Мамонтова виробництва Росії для російського телеканалу РТР-Планета.
- «Епізоди парламентської хроніки» (2004) — 10 серійний (+ післямова) цикл документальних фільмів 2004 року виробництва України знятий командою українського телеканалу Рада. Ідея фільму — Андрія Михайлика[21]
- «Помаранчевий протест» (2004) — документальний фільм виробництва України. Фільм вироблено телевізійним агентством «Кипарис» та ГО «За права кожного». Ідея фільму: Кирило Животовський.[22]
- «День сьомий» (2005) — документальний фільм Олеся Саніна.
- «Люди Майдану "Nevseremos!"» (англ. People from Maydan. "Nevseremos!", 2005) — документальний фільм виробництва України режисера Сергія Маслобойщикова.
- «Ніщо та ніколи» (2006) — документальний фільм Дмитра Сана. Стрічка стала найкращим документальним фільмом на Міжнародному кінофестивалі Temecula Valley International Film & Music Festival в США, який проходив у вересні 2006 року.[23]
- «Помаранчеве небо» (2006) — художній фільм виробництва України.
- «Прорвемось» (2006) — художній фільм виробництва України.
- «Orangelove» (2006) — художній фільм виробництва України.
- «Помаранчева зима» (англ. Orange winter, 2007) — документальний фільм виробництва США режисера Андрія Загданського.[24]
- «Помаранчева революція» (англ. Orange revolution, 2007) — документальний фільм виробництва США режисера Стівена Йорка.
- «Помаранчеві хроніки» (англ. Orange Chronicles, 2007) — документальний фільм виробництва США режисера Даміана Колодія.
- «Окаянні дні» (рос. Окаянные дни, 2007)[25] — документальний фільм виробництва України знятий командою української газети 2000.
- «2004» — 4 серійний цикл документальних фільмів 2008 року виробництва України знятий командою українського телеканалу СТБ.[26]
- «Майдан» (рос. Майдан, 2010) — документальний цикл із 4 фільмів[27] 2010 року російського журналіста Євгена Кисельова виробництва України для телеканалу Інтер.[28]
- «„Помаранчева революція — рік 2004“ Як це було» (2012) — короткометражний документальний фільм-хроніка виробництва України.[29]

### Мультфільми та відеоремікси
- «Операція Проффесор-1» (15 серій)
- «Операція Проффесор-2» (3 серії)
- «Екс-прем'єри»
- «Веселі яйця»
- «Операція ПриХватизация»
- Комедійний ремікс про президентські вибори 2004 р. [Архівовано 25 жовтня 2011 у Wayback Machine.]

### Відеоігри
- «Хамське яєчко» ( [Архівовано 27 вересня 2007 у Wayback Machine.])
- «Газовий терорист» ()

### Музика
- Ґринджоли — «Разом нас багато»

початковий варіантⓘ, який звучав на Майдані.

варіант, адаптований під Євробаченняⓘ.
- DJ Fan@Tasy — TAK! Ющенко (Dance DJ Mix)
- Оксана Вархола — «Помаранчева перемога»
- ТНМК — «Вавілон, Помаранчі»
- Де Був Бір — «На Майдані»

### Аудіоремікси
- Людмила Янукович — «Оранжевое небо»

### Інше
- Ювілейні Монети [Архівовано 25 червня 2007 у Wayback Machine.]

### Фотоархіви
- Фото з Помаранчевої Революції (theorangerevolution.com) [Архівовано 27 січня 2005 у Wayback Machine.]
- Фотографії Помаранчевої революції [Архівовано 2 липня 2006 у Wayback Machine.]
- Фото з Помаранчевої Революції [Архівовано 12 серпня 2007 у Wayback Machine.]

### Аудіоархіви
- mp3 — Музика Помаранчевої революції [Архівовано 12 березня 2007 у Wayback Machine.]

### Відеоархіви
- «Яєчний» замах на В.Януковича в Івано-Франківську 24.09.2004 [Архівовано 23 березня 2013 у Wayback Machine.]
- В.Янукович в лікарні після «замаху»
- Л.Янукович про наколоті апельсини (07.12.2004) [Архівовано 21 липня 2010 у Wayback Machine.]

### Аналітичні публікації
- Текст постанови Верховного суду [Архівовано 28 листопада 2012 у Wayback Machine.], Українська правда
- Олександр ЛАХ, психолог. ВИБОРИ—2004: Революційна психологія мас як основа психологічної революції
- Справедливість vs законність. Хтось з двох мав померти [Архівовано 11 січня 2011 у Wayback Machine.] Тетяна Монтян
- Дух І буква [Архівовано 30 вересня 2007 у Wayback Machine.], Рахманін Сергій
- Марія Демченко: Океан Для Нас — Не Перешкода!
- Феномен «Майдана» (эмпирико-теоретический духовно-психологический взгляд) (рос.) [Архівовано 5 березня 2008 у Wayback Machine.]
- Агентство Стратегічних Досліджень «Чи міг Янукович перемогти Майдан?» [Архівовано 7 січня 2009 у Wayback Machine.]
- Кто устроил Оранжевую революцию? передача посвящена 5-летию этих событий [Архівовано 24 листопада 2009 у Wayback Machine.]
- Пішов би пішки на новий Майдан…[недоступне посилання з липня 2019]